# Tidevandsø
En tidevandsø er et stykke land, der er forbundet til fastlandet ved en naturlig eller menneskeskabt dæmning eller dige, der er oven vande ved lavvande, men oversvømmet ved højvande. På grund af mystikken ved tidevandsøer har mange været stedet for religiøse steder, som eksempelvis Mont Saint-Michel med Benediktinerordenens kloster. Tidevandsøer er også ofte blevet brugt til fæstninger på grund af deres naturligt forskansning.

## Liste over tidevandsøer

### Asien

#### Hong Kong
- Ma Shi Chau i Tai Po District, nordøstlige New Territories, inde i Tolo Harbour

#### Sydkorea
- Jindo og Modo i det sydvestlige Sydkorea

### Europa

#### Kanaløer
- Lihou i Guernsey, en af Kanaløerne

#### Danmark
- Mandø i Vesterhavet
- Knudshoved – nord for Vordingborg på Sydsjælland, Danmark

#### Frankrig
- Île Madame i Charente-Maritime
- Île de Noirmoutier i Vendée
- Mont Saint-Michel i Normandiet
- Tombelaine i Normandiet

#### Irland
- Coney Island nær Rosses Point, County Sligo
- Omey Island i Connemara, County Galway, Connacht

#### Spanien
- Cortegadaøen i Pontevedrakysten, Galicien.
- San Nikolas Island i Lekeitio, Bizkaia

#### Storbritannien
- Asparagus Island i Cornwall, England
- Baleshare i de Ydre Hebrider, Skotland
- Brough of Birsay i Orkney, Skotland
- Burgh Island i Devon, England
- Burrow Island i Portsmouth Harbour, England
- Burry Holms på Gower, Wales
- Castle Stalker i Loch Laich i Argyll, Skotland
- Chapel Island i Cumbria, England
- Chiswick Eyot i Themsen
- Cramond Island i Firth of Forth, Skotland
- Davaar Island nær Campbeltown, på Kintyre-halvøen, Skotland
- Eilean Shona i Loch Moidart, Skotland
- Eilean Tioram, i Loch Moidart, Lochaber, Highland, Skotland som Castle Tioram ligger på
- Erraid ud for Isle of Mull i Skotland
- Gateholm ud for sydvestkysten af Pembrokeshire, Wales
- Gugh i Isles of Scilly, Storbritannien
- Hestan Island nær Rough Isalnd i Auchencairn Bay, Skotland
- Hilbre Island, Middle Eye og Little Eye i Dee-flodmundingen, mellem North Wales og den engelske Wirral
- Horsey Island i Essex, England
- Islands of Fleet: Ardwall Isle & Barlocco Isle i Galloway, Skotland
- Isle Ristol, den inderste af Summer Isles i Skotland
- Kili Holm i Orkney, Skotland
- Lindisfarne i Northumberland, England
- Llanddwyn Island ud for Anglesey i North Wales
- Mersea Island i Essex, England
- Mumbles Lighthouse i Mumbles, nær Swansea
- Northey Island i Essex, England
- Oronsay i de Indre Hebrider, Skotland
- Osea Island i Essex, England
- Piel Island i Cumbria, England
- Ray Island i Essex, England
- Rough Island overfor Rockcliffe, Skotland
- Sheep Island i Cumbria, England
- St Catherine's Island i Pembrokeshire, Wales
- St Mary's Island i North Tyneside, England
- St Michael's Mount i Cornwall, Storbritannien
- Sully Island i Vale of Glamorgan, Wales
- Worm's Head på Gower, Wales
- Ynys Gifftan i Gwynedd, nordlige Wales
- Ynys Lochtyn på Cardigan Bays kyst, Wales

Der er adgang til 43 tidevandsøer (uden broer) fra Storbritanniens hovedland.

#### Tyskland
- Halliger i de Nordfrisiske Øer, Tyskland

### Nordamerika

#### Canada
- Micou's Island i St. Margarets Bay, Nova Scotia, Canada
- Minister's Island i New Brunswick, Canada

#### USA
- Bar Island i Maine
- Battery Point Light i California
- Bumpkin Island i Massachusetts
- Camano Island i Puget Sound i Washington State, siden opfyldt med jord
- Cana Island Lighthouse in Wisconsin
- Charles Island, i Connecticut
- Douglas Island i Alaska
- High Island, New York
- Long Point Island,[2] Harpswell

### Oceanien

#### Australien
- Penguin Island (Western Australia) i Shoalwater Islands Marine Park
- Tidligere tidevandsø Bennelong Island i Sydney, Australien blev udbygget til Bennelong Point og er nu stedet hvor Sydney Opera House ligger.

#### New Zealand
- Matakana Island i Tauranga Harbour
- Opahekeheke Island i Kaipara Harbour
- Puddingstone Island i Otago Harbour
- Rabbit Island, Bells Island og Bests Island i Tasman Bay
- Hauraki Gulf ved Motutapu Island og Rangitoto Island bliver forbundet ved lavvande
- Okatakata Islands og Walker Island i Rangaunu Harbour